# Касто
Ка̀сто (на италиански: Casto, на източноломбардски: Cast, Каст) е село и община в Северна Италия, провинция Бреша, регион Ломбардия. Разположено е на 417 m надморска височина. Населението на общината е 1872 души (към 2013 г.).